# Ville de Frankston
Pour les articles homonymes, voir Frankston.
La Ville de Frankston (City of Frankston) est une zone d'administration locale de l'agglomération de Melbourne au sud-est du centre-ville de Melbourne au Victoria en Australie.

## Liste des quartiers de l'arrondissement
- Carrum Downs
- Frankston
- Frankston North
- Frankston South
- Langwarrin
- Seaford
- Skye

## Personnalités liées à ce territoire
- Paul Denyer est un tueur en série originaire de la ville. Il est connu comme le « tueur en série de Frankston »

## Jumelages
Frankston est jumelée avec :
- Susono (Japon), dans la préfecture de Shizuoka au Japon.

## Événements
Les habitants de cette zone ont ressenti le tremblement de terre de magnitude 5,2 à 5,4 avec des répliques à 3,1, qui secoua le Victoria le 19 juin 2012,.